# Smicridea vermiculata
Smicridea vermiculata är en nattsländeart som beskrevs av Oliver S. Flint Jr. 1978. Smicridea vermiculata ingår i släktet Smicridea och familjen ryssjenattsländor. Inga underarter finns listade i Catalogue of Life.